# Pflug (Frohburg)
Pflug ist ein Ortsteil der Stadt Frohburg im Süden des Landkreises Leipzig in Sachsen.

## Geographie

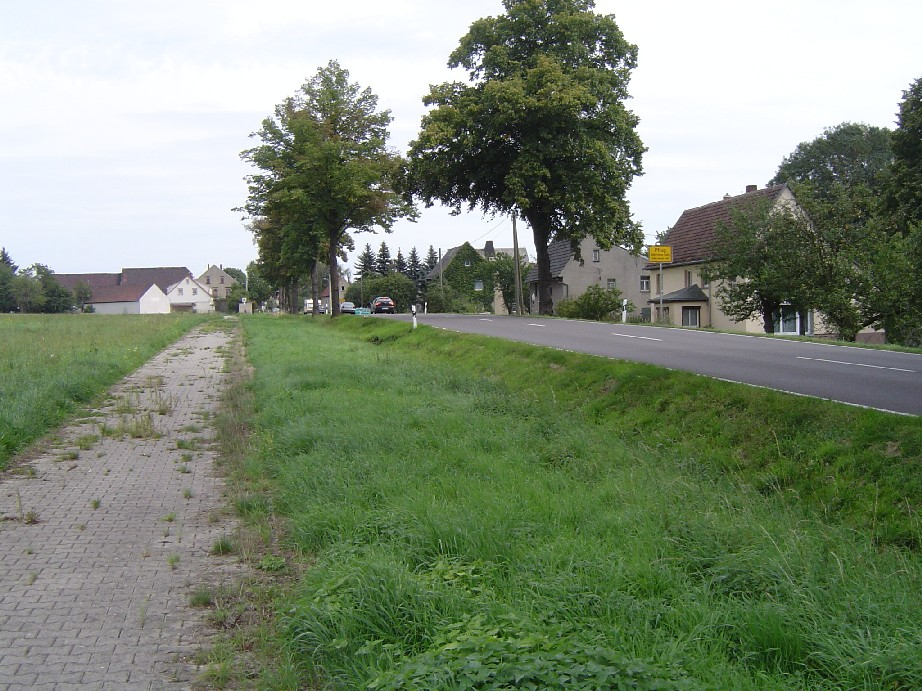
Pflug (Westansicht)

### Lage
Das Straßendorf liegt an der Staatsstraße 51, die im weiteren Verlauf Richtung Westen ins Nachbardorf Altmörbitz führt. Die anderen Nachbarorte sind Neuhof und Rüdigsdorf. Im Süden grenzt der Ort an das Altenburger Land, dem östlichsten Teil des Freistaats Thüringen.

### Physiognomie
Das Dorf liegt direkt an der S 51. Die meisten Häuser ordnen sich längst dieser Straße an, welche von Bäumen gesäumt ist. Auf der Südseite liegen große Feldflächen und etwas Wald. Im Nordwesten des Ortes befindet sich ein kleines Gewerbegebiet. Menschen trifft man kaum an, aber dafür gibt es vor allem zur Hauptverkehrszeit eine nicht zu vernachlässigende Lärmbelastung.

### Relief
Das Dorf weist eine ganz leichte Steigung in Richtung Rüdigsdorf auf. Die Grundstückseinfahrten an der S 51 werden in Richtung Westen immer steiler.

## Geschichte
Im Jahre 1704 erfolgte die Gründung des Gasthofes Pflugk (später Goldener Pflugk) durch Hans Christoph von Pflugk, welcher somit Begründer des Orts ist. Der Ort bildete ab 1834 eine Landgemeinde mit Neuhof, die zunächst Neuhof, ab 1875 Pflug hieß. Pflug lag bis 1856 im kursächsischen bzw. königlich-sächsischen Amt Borna. Ab 1856 gehörte der Ort zum Gerichtsamt Frohburg und ab 1875 zur Amtshauptmannschaft Borna. Am 1. Juni 1895 wurde Pflug zusammen mit Neuhof und Rüdigsdorf zur Gemeinde Rüdigsdorf-Neuhof zusammengeschlossen. Diese (Name Rüdigsdorf) wurde am 1. Juli 1950 nach Kohren-Sahlis eingemeindet. In den Jahren 1992/93 erfolgte die Erneuerung der Bundesstraße 95 durch den Ort. Die Straße wurde mit Eröffnung der teilweise parallel verlaufenden Bundesautobahn 72 im Jahr 2013 zur Staatsstraße 51 herabgestuft.
Seit dem 1. Januar 2018 gehört der Ort zur Stadt Frohburg.

### Einwohnerentwicklung
Die Einwohnerzahl Pfluges weist eine fallende Tendenz auf:
- 1834: 82 Einwohner
- 2000: 37 Einwohner

## Wirtschaft
Abgesehen von einem Imbiss an der Ostausfahrt des Ortes gibt es in Pflug auch andere, für die Gemeinde Kohren-Sahlis bedeutende Gewerbe, die im Gewerbegebiet „Kohrener Land“ ansässig sind:
- Hüttemann Holz + Bau
- Girr Logistik
- bofrost*
- inotec GmbH
- EK (Edelstahl und Kunststoff)
- REINO GmbH
- EITHO

### Verkehr
Die Ortsdurchfahrt des Ortes bildet die Staatsstraße 51, von der eine Straße Richtung Rüdigsdorf und in das Gewerbegebiet des Ortes abgeht. Ein Feldweg verbindet Pflug mit dem Nachbarort Neuhof.